# یواس‌اس اما (اس‌پی-۱۲۲۳)
یواس‌اس اما (اس‌پی-۱۲۲۳) (به انگلیسی: USS Emma (SP-1223)) یک کشتی است. این کشتی در سال ۱۸۹۱ ساخته شد.